# Strap It On
Strap It On é o álbum de estreia da banda Helmet, lançado em 1990. 
O disco foi originalmente lançado pela Amphetamine Reptile Records e mais tarde reeditado em 1991 pela Interscope.

## Faixas
Todas as faixas por Page Hamilton.
1. "Repetition" – 3:00
2. "Rude" – 4:13
3. "Bad Mood" – 2:15
4. "Sinatra" – 4:31
5. "FBLA" – 2:40
6. "Blacktop" – 3:20
7. "Distracted" – 3:12
8. "Make Room" – 3:28
9. "Murder" – 4:03

## Créditos
- Henry Bogdan – Baixo
- Page Hamilton – Guitarra, vocal
- Peter Mengede – Guitarra
- John Stanier – Bateria